# خیرآباد پایین (بهارستان)
خیرآباد پایین روستایی در دهستان همدانک بخش بوستان شهرستان بهارستان استان تهران ایران است.

## پیشینه
در یکی از جنگ های شکست خورده کریم خان زند گروهی از سربازان اسیر شدند همسر و فرزندانشان نیز از شهر شیراز بیرون کردند و همچنین سربازان را زندانی و سپس به تهران منتقل کردند و از آنجا گروهی را از جمله  ناصر خان قشقایی اعدام کردند.
در آنجا فردی به نام حمزه خان که در آن زمان ارباب و صاحب اورین بود با واسطه گری توانست سه نفر از سربازان را به نام های حاج کریم،حاج عظیم و حاج حضرت قلی از زندان فراری دهد و این سه تن را در خیر آباد ساکن کند اینها اولین افرادی بودند که در شهر خیر آباد ساکن شدند.

## جمعیت
بر پایه سرشماری عمومی نفوس و مسکن در سال ۱۳۹۵ جمعیت این روستا ۴۱۷ نفر (۱۲۱خانوار) بوده‌است.